# Péterffi Gyula
Péterffi Gyula (Nagykede 1878. augusztus 10. – Torockó, 1942. május 7.) erdélyi magyar színpadi író.

## Életútja
Tanítóképzőt végzett Székelykeresztúron (1897), utána tanított Hódmezővásárhelyen, majd 1902-től Torockón, az állami iskolában. Az államfordulatkor nem tette le az esküt, ezért kitették állásából. Így lett a helyi unitárius elemi iskola igazgatója és a felekezet kántora. 1924-ben iskoláját bezárták, ettől kezdve kis birtokán gazdálkodott, s gazdakört, ifjúsági egyletet, dalárdát szervezett, faiskolát létesített. Az unitárius egyház helyi tanácsának és nevelésügyi bizottságának tagja, a Hangya Fogyasztási Szövetkezet helyi tagozatának megalapítója.

## Munkássága
Versei, humoros írásai, novellái jelentek meg az Aranyosvidék, Keleti Újság, Ellenzék hasábjain. Torockói lakodalom című összeállítását a kolozsvári Mágnáskör műkedvelői mutatták be (1907). Hadiárvák húsvétja, Zsidó vitéz című gyermekszíndarabjait, a Torockó múltjáról szóló Nagyapó álma című népszínművét, Karácsony estéje című színdarabját a torockói műkedvelők adták elő (1922-24), Piros rózsa-fehér rózsa című népszínművét egy kolozsvári műkedvelő-versenyen díjjal jutalmazták. Sikere volt a Várady Antal verse nyomán szerzett Petőfi a Hortobágyon című színdarabjával is.
Nyomtatásban megjelent: Piros rózsa-fehér rózsa (Torda, 1927), Karácsony estéjén (gyermekszínmű, Székelykeresztúr, 1933).
Álneve: Pfila, Gyulafi Péter.